# Ænema
«Ænema» — пісня американського рок-гурту Tool, третій сингл з альбому Ænima 1996 року.

## Про пісню
При проблемах гляньте в довідку.Назва пісні «Ænema» майже співпадає з назвою альбому «Ænima». Вона походить від слів «anima» (від лат. — душа; один з архетипів юнгівської психології, що відтворює жіноче начало) та «enema» (від англ. — клізма; медична процедура очищення і промивання товстої кишки), символізуючи очищення душі.
Текст пісні відсилає до відомого виступу американського стендап-коміка Білла Хікса «Аризонська затока», про те, як Лос-Анджелес відривається від решти США та пливе в Тихий океан. Вокаліст Tool Мейнард Кінен співає «дехто каже, що ми невдовзі побачимо Армагеддон, і я на це дуже сподіваюся», критикуючи голлівудську еліту, саєнтологів, наркоманів, майбутніх гангстерів тощо. В журналі Kerrang! та на сайті Loudwire «Ænema» внесли до десятки найкращих пісень Tool.
Анімаційний відеокліп на пісню зняв гітарист Tool Адам Джонс, який до цього працював дизайнером спецефектів в Голівуді. На початку відео ми бачимо звичайного чоловіка в костюмі, але потім з'являються потойбічні постаті, схожі на маленьких людей із напівпрозорим тілом.  
1998 року «Ænema» принесла Tool премію «Греммі» в категорії «Найкраще метал-виконання». Пізніше в журналі Kerrang! зауважили, що організатори премії зробили все правильно: «Наприкінці 1990-х Tool завойовували світ, і були настільки ж цікаві, наскільки й безжальні. Aenema стала грандіозною піснею з грандіозного альбому».

## Місця в хіт-парадах
| Хіт-парад                               | Найвища позиція | Рік  |
| --------------------------------------- | --------------- | ---- |
| США (Mainstream Rock) (Billboard)       | 25              | 1997 |
| Canadian Digital Song Sales (Billboard) | 46              | 2019 |